# William Bolts
William Bolts, född den 7 februari 1738 i Amsterdam, Republiken Förenade Nederländerna, död (troligen) 1808 i Paris, Frankrike, var en tysk-holländsk handelsresande och äventyrare, verksam inom Brittiska Ostindiska Kompaniet.

## Tidig karriär
Bolts föddes i Nederländerna av tyska  föräldrar och kom vid unga år till Storbritannien där han  fick sin  första utbildning. Han erhöll sedan plats i Lissabon, och efter ett par år reste han till Indien, där han fick anställning i Brittiska Ostindiska Kompaniets tjänst. Tack vare sin duglighet arbetade han sig upp till en framskjuten post och samlade en ansenlig förmögenhet.

## Verksamhet i Storbritannien
Bolts råkade snart i konflikt med Ostindiska kompaniet och tvingades återvända till England. Från denna tid hade kompaniet en  svuren fiende i Bolts, som ägnade stor möda åt att genom rättsprocesser och annat försöka hämnas på sin forna arbetsgivare. I  viss mån lyckades han också men striden kostade  pengar, och snart stod han själv som en ruinerad man. Han bytte då taktik och försökte istället övertyga en rad europeiska stater att grunda kolonier i Indien, för att på så sätt utsätta det brittiska Ostindiska kompaniet för ovälkommen konkurrens.

## Svenska planer på koloni i Australien
Efter att ha misslyckats med att förmå Österrike och Portugal att etablera kolonier i Asien vände sig Willem Bolts till Sverige, där han lyckades få Gustav III att intressera sig för att skapa en svensk koloni på Australiens sydvästkust. Planerna gick dock i stöpet när Sverige på nytt hamnade i krig med Ryssland, och någon koloni blev inte av. Bolts fick 250 pund i ersättning från svenska kronan för besväret.

## Sista åren
Efter det misslyckade försöket i Sverige ska Bolts ha flyttat till Frankrike där han försökte sätta upp ett företag i Paris. Men när krig utbröt med Österrike och Storbritannien gick hans planer återigen om intet. Bolts återvände till Storbritannien mellan 1800 och 1801. Han flyttade sedan till Lissabon där han dog, sägs det, i en fattigstuga 1808.